# Дерев'янко Андрій Леонтійович
Андрі́й Лео́нтійович Дерев'я́нко (14 серпня 1921, Ковтуни — 31 січня 1994, Ковтуни) — повний кавалер ордена Слави, в роки радянсько-німецької війни навідник гармати; командир 76-міліметрової гармати 823-го артилерійського полку 301-ї стрілецької Сталінської ордена Суворова 2-го ступеня дивізії 9-го Червонопрапорного стрілецького корпусу, старший сержант.

## Біографія
Народився 14 серпня 1921 року в селі Ковтуни Золотоніського району Черкаської області України в селянській родині. Українець. Закінчив 5 класів. Працював у колгоспі.
У Червоній Армії з 1941 року. У боях радянсько-німецької війни з червня 1941 року. Член ВКП(б)/КПРС з 1944 року.
11 і 13 червня 1944 року сержант Андрій Дерев'янко на ділянці Дністровського передмостового укріплення біля села Гура-Бикулуй-Варниця Тираспольського району Молдавії знищив ворожий кулемет з обслугою, придушив дві вогневі точки і розбив передовий спостережний пункт ворога.
Наказом по 301-ї стрілецької дивізії від 20 червня 1944 року за мужність і відвагу проявлені в боях сержант Дерев'янко Андрій Леонтійович нагороджений орденом Слави 3-го ступеня (№ 64321).
14 січня 1945 року старший сержант Андрій Дерев'янко при прориві оборони противника на Магнушевському плацдармі, на південь від столиці Польщі Варшави, прямою наводкою розбив ворожий кулемет, гармату, міномет, винищив понад десяти піхотинців. 15 січня 1945 року під вогнем противника переправив гармату через річку Пилицю, при відбитті трьох контратак прямою наводкою знищив і розсіяв понад взвод гітлерівців. Рішучі дії старшого сержанта Андрія Дерев'янка дозволили стрілецькому підрозділу міцно закріпитися на плацдармі.
Наказом по 5-ї ударної армії від 4 березня 1945 року за мужність і відвагу, проявлені в боях старший сержант Дерев'янко Андрій Леонтійович нагороджений орденом Слави 2-го ступеня (№ 15114).
Старший сержант Андрій Дерев'янко з ввіреною йому артилерійською обслугою 25 квітня 1945 року в бою на вулицях Берліна відбив дві контратаки противника і вивів з ладу при цьому ворожий бронетранспортер, два кулемети і понад десять солдатів.
26 квітня 1945 року влучним вогнем обслуга гармати старшого сержанта Андрія Дерев'янка вразила трьох гітлерівців з фаустпатронами і кулеметника. Вночі 27 квітня 1945 року з двома бійцями увірвався в укріплену будівлю, знищивши в ній засідку противника — п'ять солдатів. Вранці 27 квітня 1945 року вибив артилерійським вогнем автоматників із двох будинків.
Указом Президії Верховної Ради СРСР від 15 травня 1946 року за зразкове виконання завдань командування в боях з німецько-фашистськими загарбниками старший сержант Дерев'янко Андрій Леонтійович нагороджений орденом Слави 1-го ступеня (№ 647), ставши повним кавалером ордена Слави.
Після демобілізації в 1946 році старшина запасу працював у колгоспі села Ковтуни механізатором. Помер 31 січня 1994 року.

## Нагороди
Нагороджений орденами Жовтневої Революції, Вітчизняної війни 1-го ступеня, Слави 1-ї, 2-й, 3-го ступеня, медалями.